# Петрівка (П'ятихатська міська громада)
Петрі́вка — село в Україні, у П'ятихатській міській громаді Кам'янського району Дніпропетровської області.
Населення — 10 мешканців.

## Населення

### Мова
Розподіл населення за рідною мовою за даними перепису 2001 року:
| Мова       | Кількість | Відсоток |
| ---------- | --------- | -------- |
| українська | 31        | 93.94%   |
| російська  | 2         | 6.06%    |
| Усього     | 33        | 100%     |

## Географія
Село Петрівка знаходиться на відстані 1 км від села Культура і за 3 км від міста П'ятихатки. Поруч проходять автомобільна дорога М04 (E50)) і залізниця, станція П'ятихатки-Стикова за 1 км.

## Інтернет-посилання
- Погода в селі Петрівка